# ワニス
- ワニス
- ニス
- バニッシュ
- バーニュシュ

ワニス（蘭: Vernis、熟字訓で仮漆）、ニスまたはバニッシュ、バーニッシュ（英: Varnish）は、木材などの材料の表面を保護するために用いられる塗料の一種で、透明で硬い上塗り剤である。
オランダ語の「Vernis」が日本語に移入される際に「ワニス」と訛り、さらにその語を短縮して「ニス」と呼ばれるようになった。
誤用であるが、ラッカーなどによる光沢のある仕上げや状態を「ニス」と言う場合がある。また、本項のニスによる仕上げは必ずしも光沢があるわけでは無い。

## 概要
乾性油と樹脂に鉱物由来の有機溶剤、あるいはテレピン油などの溶剤を混合したものが一般的であるが樹脂や溶剤の進歩に伴い様々なものが開発されている。ワニスで被覆された表面は保護力があるだけでなく光沢を持ち透明性が高く、透明性の低い塗料と併用しその効果を利用されることが多い。
塗布したあと溶剤は蒸発し、溶剤以外は化学重合反応等によってワニスは硬化する。油を使ったワニスが乾く速さは油の種類や量などに依存する。また、化学反応を伴う場合は一液性熱・光硬化樹脂を用いることがある。溶剤を蒸発させるタイプと、化学反応を伴うタイプの差は、硬化時の重量変化にも現れる。
また、作品完成後に塗る画面保護用ワニスをタブローという。

## 成分
乾性油
乾性油の種類は多い。亜麻仁油、桐油、胡桃油、荏胡麻油などが使われる。
樹脂
天然樹脂としてコハク、コーパル、ロジンなどがワニスに用いられてきた。今日ではアルキド樹脂、ポリウレタンニスなどが最も一般的である。化学反応系にはエポキシ樹脂が主に用いられる。
溶剤
古くはテレビン油が溶剤として使われていたが、ホワイトスピリットやストッダード溶剤などの石油系溶剤が使われるようになっている。
硬化剤
一液性熱・光硬化の場合には硬化剤が用いられ、主にイミダゾールを成分とする。

## 種類
天然品
天然のワニスは溶剤に溶かした樹液や樹脂からなるものが大部分である。使用する溶剤により、酒精ワニス（アルコールを用いたもの）、テレビン油ワニス、油ワニスの3つに分類される。スパーワニス (Spar varnish) はマリンワニス（marine varnish）とも呼ばれ、高い防水性と日光に対する耐性を持つ。帆柱の円材（スパー、spar）に使われたことが名称の由来である。
合成品
水を溶剤とするポリウレタンワニスや、エポキシ樹脂を配合したものなど様々な種類がある。
バイオリン用ワニス
胡桃油や亜麻仁油とコハク、コーパル（コパールとも表記される）やロジンの組み合わせが最もよく用いられる。使用する油は加温、または空気と日光にさらすことによって下ごしらえをする。配合する樹脂は加温して柔らかくするが、同時に重さが減り、色合いが濃くなる。濁った油と樹脂を混ぜ合わせて加温したあと、テレビン油で薄めて塗布用の溶液を調製する。
ラッカー
ラッカー（Lacquer）の語は、溶剤を下地として作った速乾性を持つワニスもしくは塗料を意味する。耐久性が非常に高く硬化するのが遅い、ウルシの樹液から得られるワニスのことも指す。
シェラック
カイガラムシの仲間から取った樹脂状物質に、アルコールを溶媒として使う。耐久性にはそれほど優れないが、シェラックは下塗り剤や材料面へのワニスや塗料の浸透を防ぐシーラーとして使われる。また、フレンチポリッシュと呼ばれる技法はそれ自身が上塗りに利用されるものを指す。フレンチポリッシュは速乾性のシェラックを数百回も繰り返し薄塗りすることで光沢を与える技術である。

## 問題
- 2024年パリオリンピック - 授与されたメダルが直後に腐食する問題が発生した。理由は環境に配慮した新配合のニスによる問題としている[2]。